# Alchouka (rejon ostrowiecki)
Alchouka (biał. Альхоўка; ros. Ольховка, Olchowka; pol. hist. Olchowo) – wieś na Białorusi, w obwodzie grodzieńskim, w rejonie ostrowieckim, w sielsowiecie Michaliszki.
Znajduje tu się zapora wodna, tworząca na Straczy zbiornik retencyjny. Na zaporze działa elektrownia wodna. Zbiornik powstał w 1951 w celu zapewnienia wody dla mieszczącej się w Alchoucie fabryki tektury.
Wieś z trzech stron otacza Rezerwat Krajobrazowy Jeziora Soroczańskie.

## Historia
Pod zaborami i w II Rzeczypospolitej zaścianek. W XIX i w początkach XX w. Olchowo położone było w Rosji, w guberni wileńskiej, w powiecie wileńskim, w gminie Worniany. Po I wojnie światowej pod administracją polską, w Zarządzie Cywilnym Ziem Wschodnich. W latach 1920–1922 w składzie Litwy Środkowej.
Od 11 kwietnia 1922 leżało w Polsce, w województwie wileńskim, w powiecie wileńsko-trockim, w gminie Michaliszki/Gierwiaty.
Po II wojnie światowej w granicach Związku Sowieckiego. Od 1991 w niepodległej Białorusi.